# Jasenovo, Slovacia
Jasenovo este o comună slovacă, aflată în districtul Turčianske Teplice din regiunea Žilina, pe malul râului Jasenovský potok⁠(d). Localitatea se află la altitudinea de 520 m deasupra n.m., se întinde pe o suprafață de 8,34 km2 și în 2017 număra 133 de locuitori. Se învecinează cu comuna Rudno.

## Istoric
Localitatea Jasenovo este atestată documentar din 1392.

## Demografie
| An:                | 1994 | 2004   | 2014    | 2024    |
| ------------------ | ---- | ------ | ------- | ------- |
| Număr de persoane: | 187  | 169    | 144     | 125     |
| Diferență:         |      | −9,62% | −14,79% | −13,19% |

| An:                | 2023 | 2024   |
| ------------------ | ---- | ------ |
| Număr de persoane: | 126  | 125    |
| Diferență:         |      | −0,79% |